# Botschantzevia karatavica
Botschantzevia karatavica là một loài thực vật có hoa trong họ Cải. Loài này được (Lipsch.) Nabiev mô tả khoa học đầu tiên năm 1972.